# ウォーカー・ギャリア
ウォーカー・ギャリア (Walker Gallia) タイプは、テレビアニメ及びアニメーション映画『戦闘メカ ザブングル』に登場する架空の兵器。

## 機体解説
ザブングルに次いで変形合体機能を持つ戦闘用ウォーカーマシンである。頭・腕・背部ローターで構成されるギャリィ・ホバーと胴体および脚部で構成されるギャリィ・ウィルからなる。変形構造自体はザブングルに比べて大幅に簡略化されており、その複雑なシステムを廃したことで代わりに各部が強化され、ザブングルを上回るパワーと機動力を誇る。機体色はエメラルドグリーン＆ホワイト。『戦闘メカ ザブングル』の各種関連メディアでは、他のウォーカーマシンの様な語尾の「タイプ」が付かず、単に「ウォーカー・ギャリア」とされる場合が多い。アニメ劇中ではほとんどの場合、ギャリアと略して呼称されていた（以下、本項でもギャリアと呼称する）。
史料によっては、ザブングル、ブラッカリィとともに広義のザブングルタイプにカテゴライズされることもある。ただし、ザブングルから幾つかのコンセプトは継承しているものの、外観や構造は大きく変更された独自の機体である。ザブングル・タイプとの最も大きな差異は、背面に取り付けられた巨大なローターである。このローターによって得たホバーで、ギャリアは抜群の跳躍力を手に入れており、物語の後半でイノセント側にのみ供給された飛行ウォーカーマシンのドラン・タイプとも互角以上の空中戦を展開することが可能となった。
劇中ではジロンが乗った1機しか登場しておらず、シビリアンへの販売用モデルであったのかどうかも不明である。ゾラに一台しか存在しないとも、複数機が生産されたとも言われるが確かなことは不明。
兵装については、合体時に頭部となるギャリィ・ホバーのコクピット、合体時に腰部となるギャリィ・ウィルのコクピットにそれぞれ連装のリモコン機関銃（機関砲）が装備されている他、5本指のマニピュレーターによって汎用の手持ち武器も用いられた。専用の30mmライフルも用意されているが、劇中、特に印象的に用いられたのは市販品の大口径バズーカで、その火力の大きさから多用されている。
合体機構はザブングルと同様であり、分離状態の2機それぞれにパイロットが搭乗することが多かった。ギャリー・ウィルのパイロット兼ガンナーを最も多く担当したのは、サンドラット団最年少のチルである。
上半身部のギャリィ・ホバーはその名の通り機体のローターで滑空するホバーマシンである。ただしランドシップのような重武装や汎用目的の積載能力は付与されておらず、設計上は軽量・高機動をコンセプトとするホバギーに近い。16気筒エンジン（機体奪取時のジロンの発言）をコクピット後方（後頭部）に搭載している。ウォーカーマシン形体時の銃火器を携行するためローター基部にウエポンラッチを設け、劇中では大型バズーカを積載していた。メインパイロットはジロンだが、第29話冒頭でブルメが乗ったこともある。
下半身部のギャリィ・ウィルは大型の三輪自動車で、飛行能力は持たないものの荒地での走行安定性に優れている。メインパイロットはチルだが、初登場時はラグが運転し、ブルメやダイクも操縦することがあった。操縦席は回転機構を有する（第27話）。

## 劇中の活躍
初登場は第26話。第25話で、キッド・ホーラがけしかけたカラス一家を苦戦の末に倒したカーゴ一家であったが、アイアン・ギアーは大破し、ザブングルもジロンの機体が失われてしまった。アイアン・ギアーの同型艦のグレタ・ガリーを辛うじて接収し、乗り換えたものの、ウォーカーマシンを始め、戦力の補充を必要とするカーゴ一家はグレタ・ガリー内に残されていたカラス・カラスの借用書を根拠に、自分らもウォーカーマシンを前借りすべく、Lポイントに向かう。しかし、カシム・キング派の2級司政官 ドワスの独断により、プログラムされたガードマン達と交戦状態に入り、Lポイントを襲撃する。
ギャリアは元々、ホーラに支給される予定であったが、ジロンたちがLポイントを襲撃した際、ブーメラン・イディオムとともに強奪し、「三日限りの掟」により、ジロンの所有となった。以降は最終回まで、ジロンの愛機となり、反イノセント勢力の主戦力として活躍する。
第27話では装備拡充のために、メッカバレーの武器商人の小屋で見つけたバズーカをトロン・ミランと取り合いになり、トロンが操縦するカプリコタイプと果たし合いを行う。トロンに圧倒されていたジロンだったが、果たし合い中にホーラのガバリエと交戦状態に入り、加勢に入ったトロンにより、それを退けるもトロンは戦死。形見として譲り受けたバズーカはギャリアの主兵装となった。
ジロンとチルが乗って以降、イノセントが差し向ける数々のウォーカーマシンを退けた。ザブングルと比較して、ずんぐりむっくりとしたフォルムのせいかコミカルな動きが多く、ランドシップの砲撃から逃げたり、慌てて逃走する際にはバタ足まで見せた時もある。寒冷地帯ではオイルの凍結等で、エンジンの掛かりが悪くなり、第29話では出撃に際して、火炎放射器で機関部を熱するという暴挙も行われた。
第49話で、Xポイントでの最終決戦の際は敵が撃ったICBMを受け止め、投げ返すという離れ業を行なった。

## 武装
固定武装
- 12.7m連装機銃（ギャリィ・ホバー、コクピット横）
- 20mm連装機関砲（ギャリィ・ウィル、腰部）

オプション武装
ザブングルに比べ、専用オプションが少ない。
30mmライフル
型式はRG340A30/75。ザブングルの専用ライフルと違い、固定用ラッチが無いデザイン。射撃モードはセミオートのみ。第29話より使用されたが入手経路は不明で、Kポイントで奪取したか、ソルトから入手した物と思われる。マガジンの装弾数は不明だが、15、6発と思われる。設定画は出渕裕によるが、マルシンから発売されたギャリア用ライフルの火薬発火式モデルガン『オートマチック 5連ライフル』が先行商品である、ガンダムのビームライフルに光学式スコープ、バイポッド、フロントサイトを追加したもので、アニメ設定もそのままで、商品企画先行でデザインされたと考えられる。
大口径バズーカ（ロケットランチャー）
型式はGU05-60T。一般に売られている汎用品で、トロン・ミランから受け継いだ。前部にフォアグリップ。後部にマガジンがあり、連射及び再装填可能。弾頭にはロケット弾を主に使用。移動時は背部ホバーのラック部に据え付ける。
ブーメラン・イディオム
型式はXB-4。ギャリアと同時に、Lポイントから強奪したもの。弧状をした本体の左右にグリップ型トリガー付きの握りが取り付けられた武器で、13連装 小型ロケットランチャー兼ブーメランとして使用できる。本編では「ブーメラン・ランチャー」と呼ばれた。砲口の向きが放射状で狙いにくく、装弾数も少なくて使い勝手が悪いせいか、本編では入手後の数回しか使用されていない。第27話では弾が切れた後にブーメランとして敵に投げ付け、プロメウスタイプの左腕を吹き飛ばした。
5連装ミサイルランチャー
劇中では未登場。設定は起こされたものの使われなかったが、玩具（DX変形合体 ウォーカーギャリア）には付属した。弾数の合計は15連発で、ラッチがギャリアの肩幅に合わせてある専用武装で取り付けると両肩に跨った天蓋状になる。遠隔発射装置が無く、発射にはその都度、ウォーカーマシンの指でランチャー側スイッチを押す必要があり、変形前は機構上、使用不可能である。

## 特記事項
- 基本的な機体構成のラフ設定は大河原邦男によるが、監督の富野由悠季により、合体変形ギミックなどが一度修正され、クリーンアップされた。しかし同時期に同じ日本サンライズが製作していた『太陽の牙ダグラム』の登場兵器 コンバットアーマーに似たデザインであったため、湖川友謙により、大幅な修正が更に加えられ、決定稿となった。カラーリングの決定は富野による。
- 足の裏には不整地での安定のための突起（スパイク）がある。設定書では「不安定な面への着地時にのみ出る」となっているが、設定用の三面図に書かれていたため、当時の玩具やプラモデルではモールドされてしまった。2007年に発売された超合金魂のトイでは、スプリング仕込みとなり、接地すると突起が中に凹む仕様で再現された。
- 『機動戦士Ζガンダム』第13話で、ハヤト・コバヤシが館長を務める戦争博物館の展示品の一つとして、ガンキャノンなどと共にギャリアによく似た機体[注釈 15]がワンカットのみ登場するというスタッフのお遊びがある。資料ムック本では連邦軍の試作モビルスーツではないかと書かれているが、真相は定かではない。
- 放送当時、バンダイ（ホビー・コレクターズ事業部、現・BANDAI SPIRITS）から発売されていたプラモデルは1/144と1/100の並行ラインナップだったが、ギャリアは後半の主役メカでありながら、1/144のみの発売となり、1/100発売中止の報に抗議が殺到した[注釈 16]。後に同スケールで、ペーパークラフト モデルやソフビ キット（ウェーブ製）も発売された。2006年、『リアルロボットレボリューション』シリーズで開発スタッフから、1/100 ギャリアの製品化が示唆されたが、シリーズ自体の不振と作品を知らない若年層へのニーズの不安から、2007年10月時点で企画はペンディング状態になっていた。その後、25年の歳月を経て『R3 1/100ウォーカーギャリア』として、2008年4月12日にようやく発売された。パッケージには「1/100 ウォーカーマシン・コレクションNo.11」とあり、R3シリーズでありながら、1/100シリーズの続きとなっている。2012年3月には成形色を透明にした『メカニカル クリアVer.』が魂WEB 通販限定で販売された。
- 劇中で携行する30mmライフルのデザインモデルガンが、『ザブングル オートマチック 5連射ライフル』の商品名で放送当時発売されていた。先行商品であるガンダムのビームライフル型モデルガン（キャップ火薬使用。単発式）にスコープとモノポッドを追加したもので、完成品は番組スポンサーのクローバーから、組立てキットモデルは製造元のマルシンからの販売であった。対象年齢が15歳以下なため、形はライフルであったが、大きさは大型ハンドガンサイズ。外見は転用パーツが多いが、引き切り式のディスコネクト機構が加えられており、製品としては進歩が見られる。